# Johann Eberhard Köth von Wahnscheid
Johann Eberhard Köth von Wahnscheid (* unbekannt; † 14. Juli 1609 in Kiedrich) war kaiserlicher und kurmainzerischer Rat und Oberamtmann in Königstein im Taunus.
Johann Eberhard Köth von Wahnscheid heiratete 1591 Margarethe von Heideck. Aus der Ehe gingen zwei Söhne und eine Tochter hervor. Da die beiden Söhne ohne männliche Nachkommen starben, endete mit diesen deren Linie des Geschlechtes Köth von Wahnscheid. Das Geschlecht selbst stammte aus einem Adelsverband der Grafschaft Diez und nannte sich nach dem Ort Wahnscheid. 1536 verkauften die Vorfahren Johann Eberhard Köth von Wahnscheids den dortigen Hof und zogen ins Rheinhessische.
Am 7. März 1605 wurde Johann Eberhard Köth von Wahnscheid zum Oberamtmann des Amtes Königstein ernannt. Die wichtigste Aufgabe seiner vierjährigen Amtszeit war die Fortsetzung der Gegenreformation im Amt. Dies gelang ihm, ohne große Konflikte zu erzeugen.
Johann Eberhard Köth von Wahnscheid wurde in der katholischen Pfarrkirche St. Valentin in Kiedrich begraben.